# Chìa vôi rừng
Dendronanthus indicus (tên tiếng Việt: Chìa vôi rừng) là một loài chim trong họ Motacillidae.
Nó có một bộ lông đặc biệt khác các loài chìa vôi khác và có thói quen vẫy đuôi ngang của nó không giống kiểu vẫy đuôi lên xuống như các loài chìa vôi khác. Nó là loài chim chìa vôi duy nhất chỉ xây tổ trên cây. Chúng được tìm thấy chủ yếu trong môi trường sống rừng, sinh sản ở các vùng ôn đới của Đông Nam Á và trú đông khắp vùng nhiệt đới châu Á từ Ấn Độ đến Indonesia.

## Hình ảnh

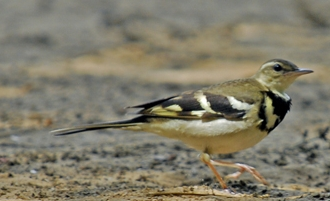
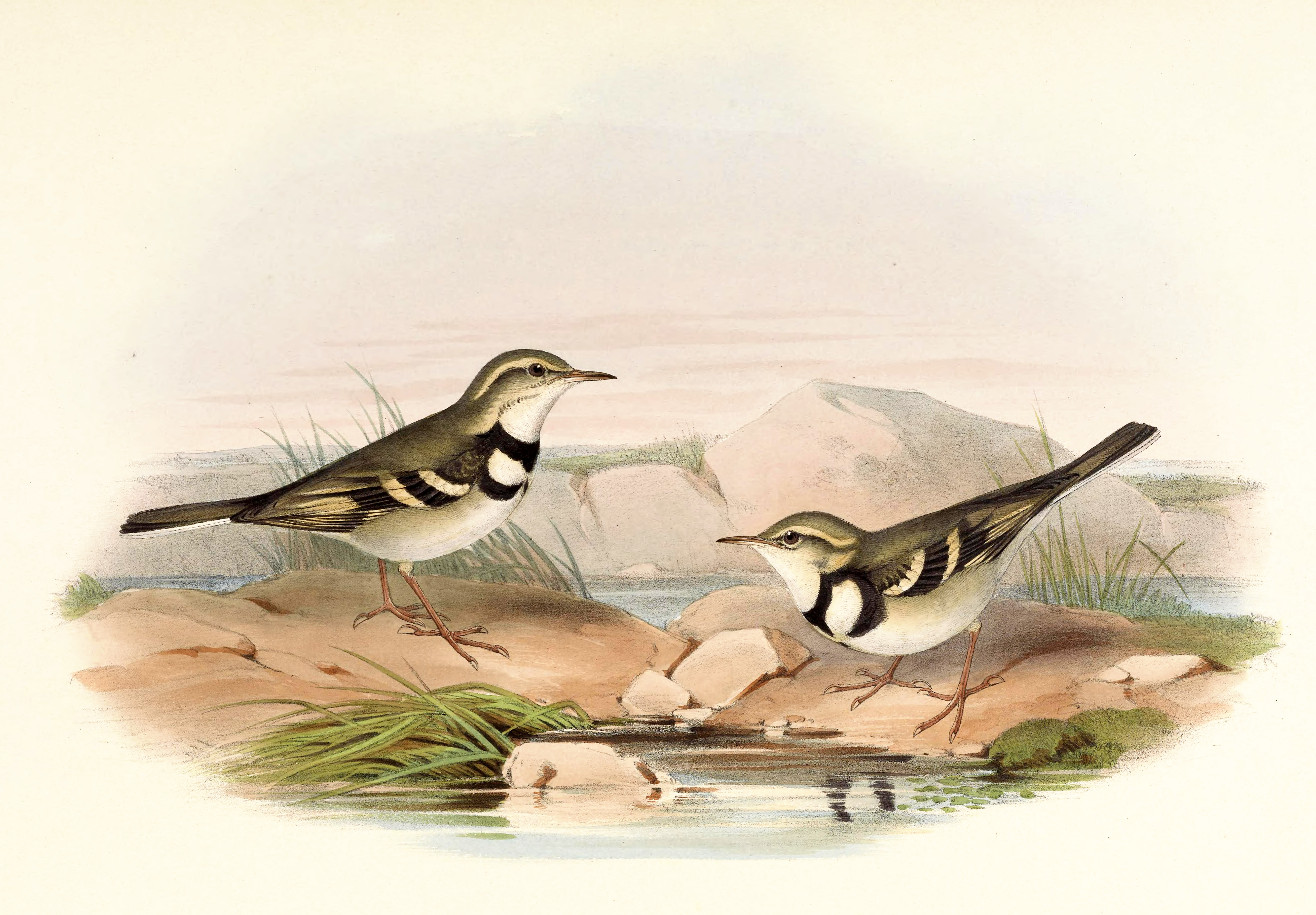
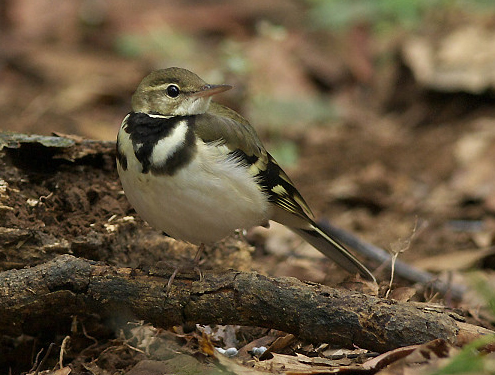
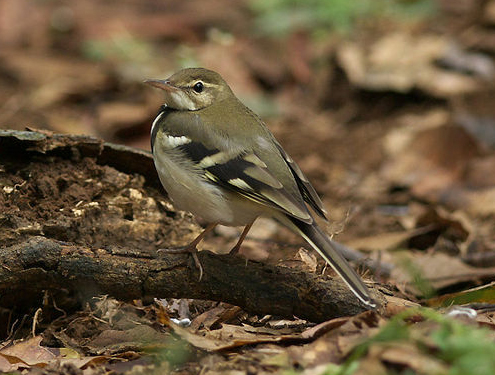
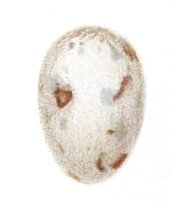